# 荷兰犹太会堂
荷兰犹太会堂（Hollandse Synagoge）是比利时安特卫普的一座犹太会堂，由来自荷兰的犹太人后裔建于19世纪初。这是安特卫普第一个大型犹太会堂。今天只在犹太新年和赎罪日礼拜。
该建筑由犹太建筑师 Joseph Hertogs设计，为摩尔复兴风格，1893年揭幕。该建筑在第二次世界大战期间1944年因空袭严重受损，1958年修复。1976年9月17日该建筑列为保护文物。该堂拥有管风琴，如同布达佩斯烟草街会堂。